# Nogalia drepanophylla
Nogalia drepanophylla là loài thực vật có hoa trong họ Mồ hôi. Loài này được (Baker) Verdc. mô tả khoa học đầu tiên năm 1988.